# Enterocarpus uniporus
Enterocarpus uniporus är en svampart som beskrevs av Locq.-Lin. 1977. Enterocarpus uniporus ingår i släktet Enterocarpus och familjen Microascaceae.   Inga underarter finns listade i Catalogue of Life.